# هيرمان تيودور هولمغرين
هيرمان تيودور هولمغرين (بالسويدية: Herman Teodor Holmgren)‏ هو مهندس معماري سويدي، ولد في 31 مارس 1842 في ، وتوفي في 24 مايو 1914 في ستوكهولم في السويد.